# Appearing Nightly
Appearing Nightly is een live-muziekalbum van Carla Bley en haar Remarkable Big Band, zoals ze die zelf omschrijft. Het album is opgenomen in 2006 in The New Morning in Parijs. De laatste jaren was Bley meer sologericht, maar eind 2008 kwam ze met een bigband-album. De bigband is gebaseerd op het ensemble waar ze al tijden mee rondreisde.

## Musici
- Earl Gardner, Lew Soloff, Giampaolo Casati, Florian Esch – trompet
- Beppe Calamosca, Gary Valente, Gigi Grata, Richard Henry – trombone
- Roger Jannotta – sopraan- en tenorsaxofoon, dwarsfluit
- Wolfgang Puschnig – altsaxofoon, dwarsfluit
- Andy Sheppard, Christophe Panzani– tenorsaxofoon
- Julian Arguelles – baritonsaxofoon
- Carla Bley – piano, dirigent
- Karen Mantler – orgel
- Steve Swallow – basgitaar
- Billy Drummond – slagwerk

## Composities
Allen van Bley, behalve waar aangegeven:
1. Greasy Gravy (8:50)
2. Awful coffee (6:11)
3. Appearing nightly at the black orchid (25:23)
  1. 40 on / 20 off
  2. Second round
  3. What would you like to hear?
  4. Last call
4. Someone to watch (5:56)
5. I hadn’t anytone till you (7:38) (Ray Noble)